# Планинци (област Габрово)
 За другото българско село вижте Планинци (Област Смолян).  
Планинци е село в Северна България. То се намира в община Трявна, област Габрово. Старото име на селото, с което е познато на всички от Трявна и околията е с. Узуни

## География
Село Планинци се намира в планински район.